# Museum

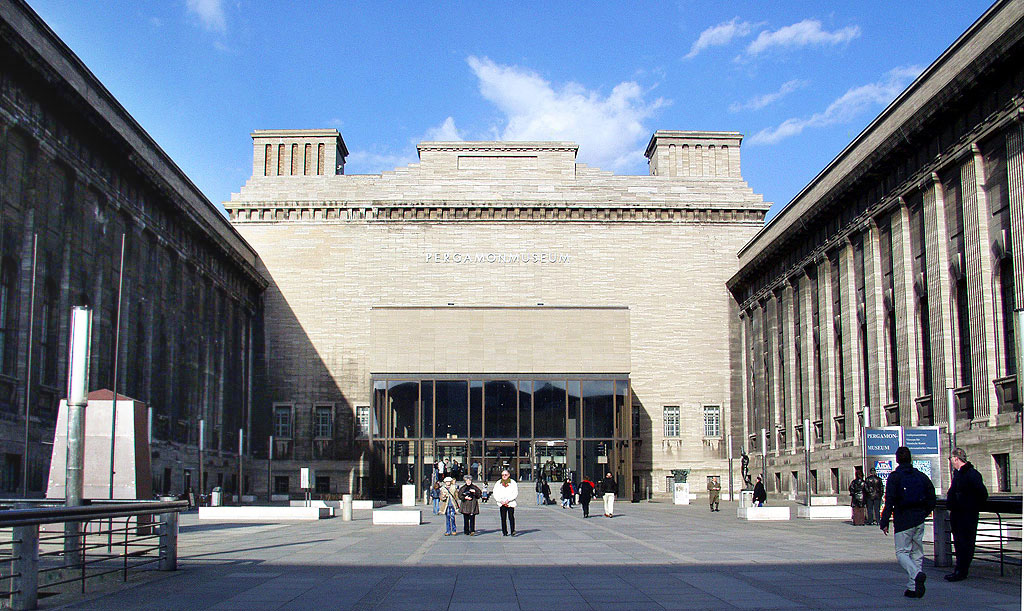
Pergamonmuseet i Berlin.

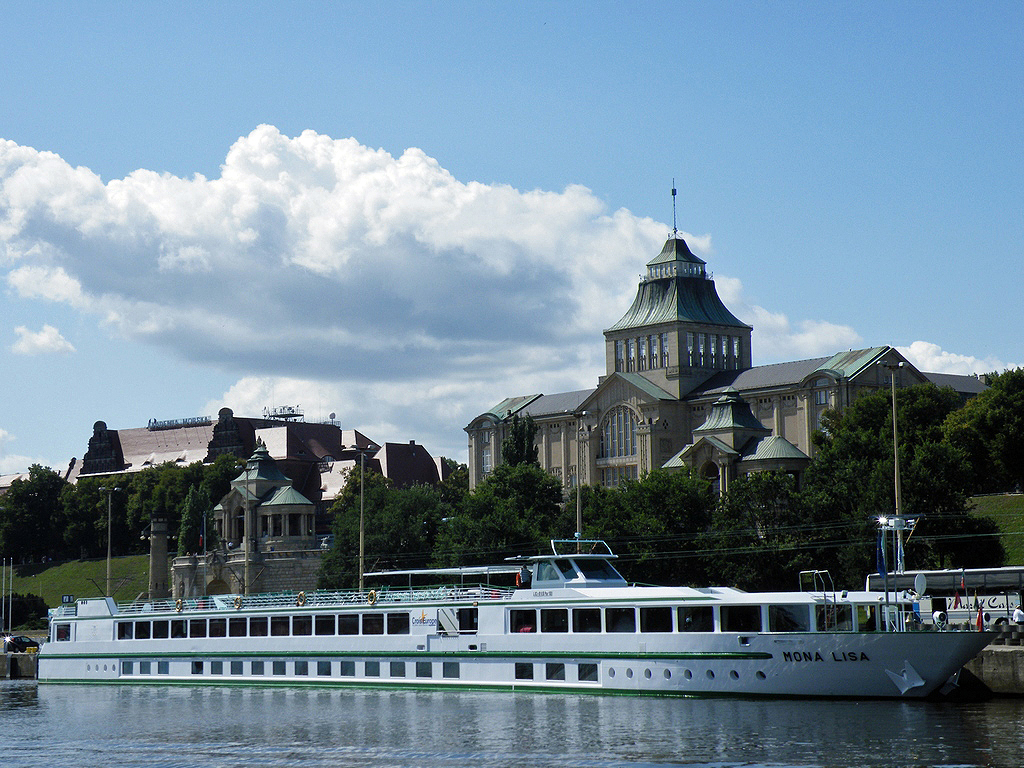
Nationalmuseet i Szczecin, Polen.

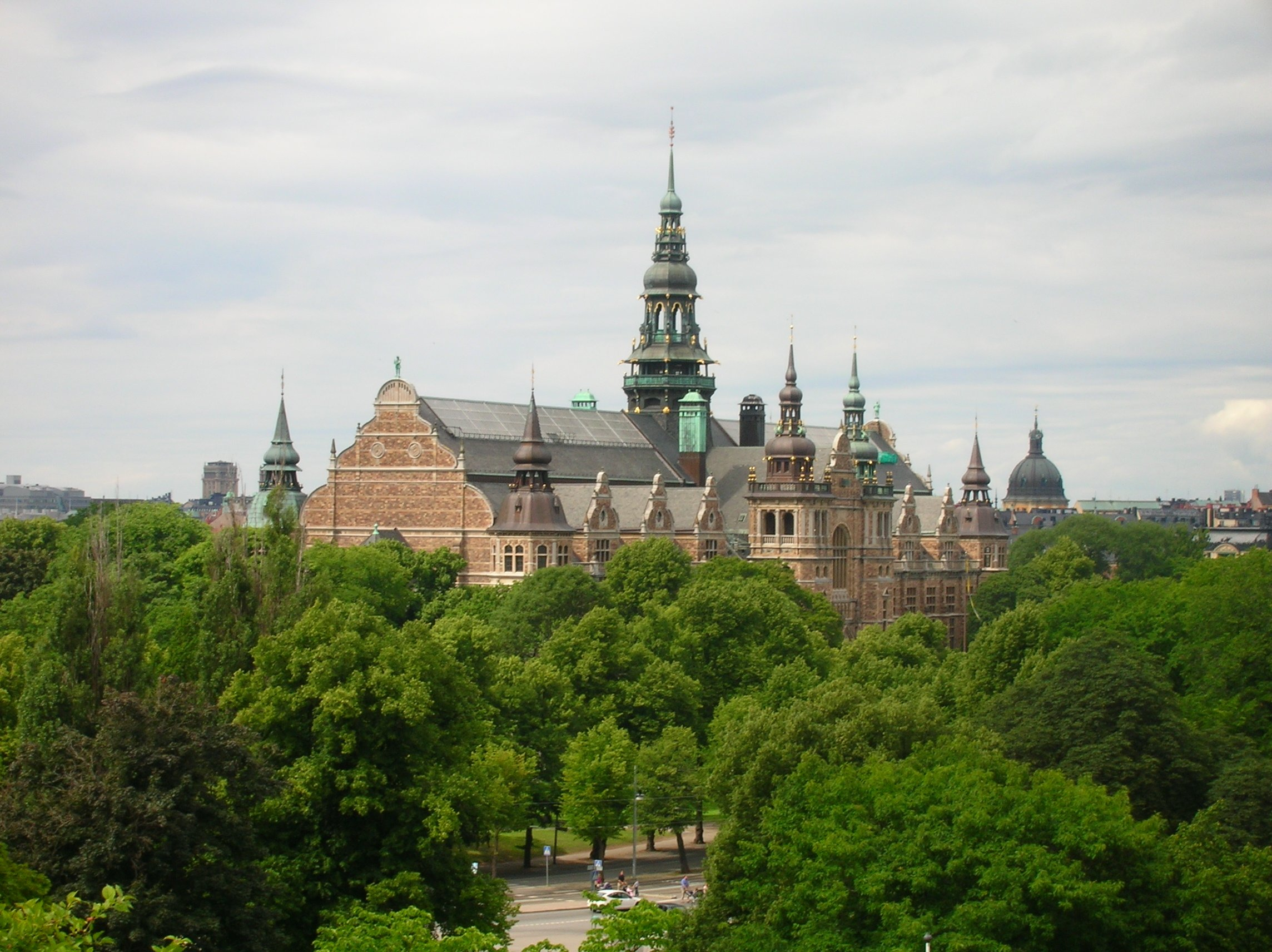
Nordiska museet i Stockholm, Sverige.

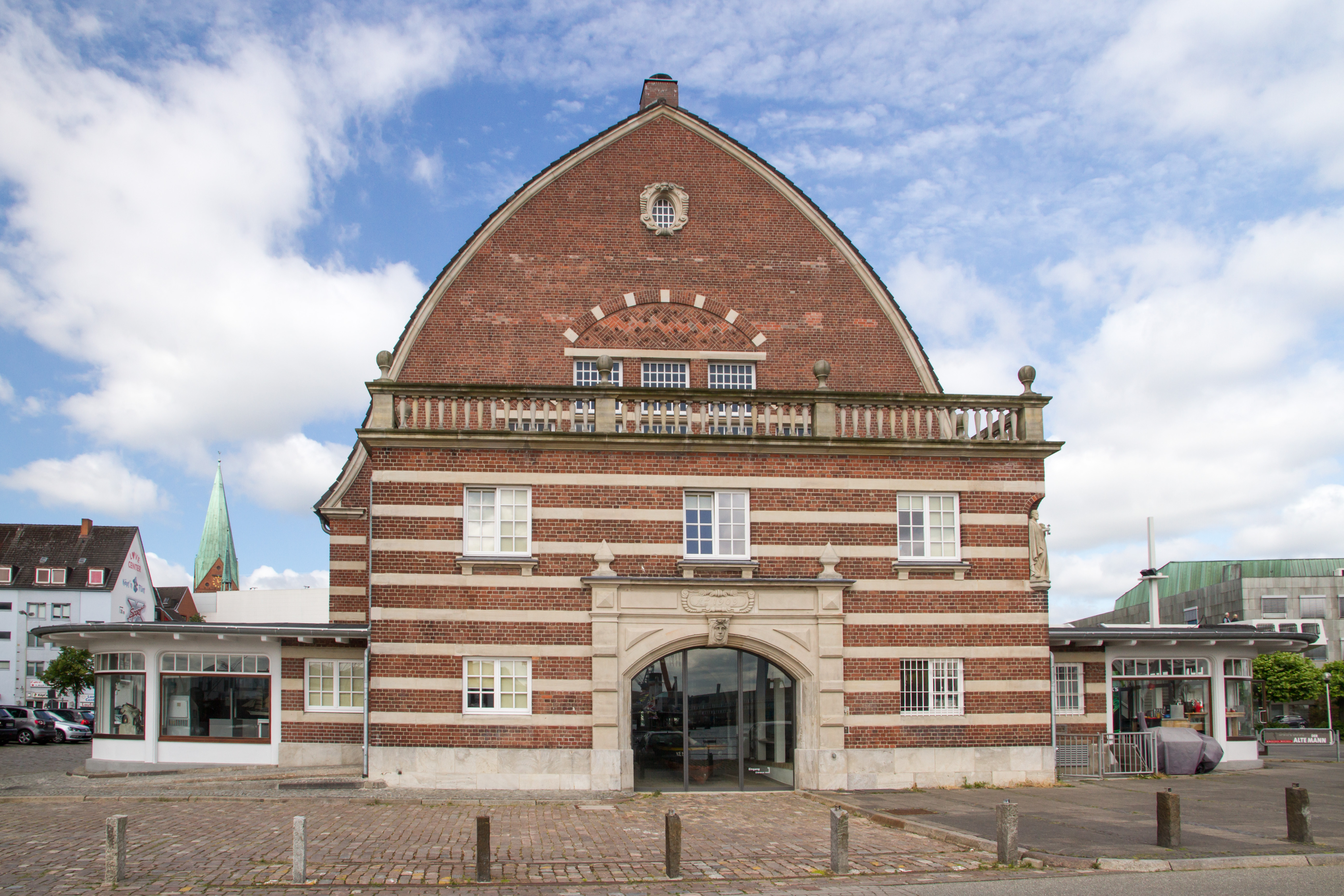
Sjöfartsmuseet i Kiel, Tyskland.

Ett museum är en offentligt tillgänglig samling av systematiskt ordnade föremål som ofta är av naturhistorisk, kulturhistorisk, konstnärlig eller teknisk art. Museologi är vetenskapen om museernas verksamhet. Syftet med ett museum är att samla och bevara objekt av betydelse för att visa för allmänheten. Offentliga museer kan visa objekt genom tillfälliga eller permanenta utställningar.

## Allmänt
The International Council of Museums (ICOM) är en internationell organisation för museer och yrkesverksamma inom museiområdet. Syftet är att utveckla och förbättra världens museer. ICOM har mer än 15 000 individuella och institutionella medlemmar i 147 länder. ICOM:s sekretariat och centrum för dokumentation ligger i Paris. Enligt deras definition ska museer dessutom kunna användas för utbildning, tjäna samhället och de får inte vara vinstdrivande:
| ”                                                           | Ett museum är en permanent institution utan vinstintresse som tjänar samhället och dess utveckling, som är öppen för allmänheten, som förvärvar, bevarar, undersöker, förmedlar och ställer ut – i studiesyfte, för utbildning och förnöjelse materiella och immateriella vittnesbörd om människan och hennes omvärld. | „ |
| – International Council of Museums definition av ett museum | |   |

## Museilagen
Sedan 1 augusti 2017 har Sverige en museilag som reglerar offentligstyrda museer.

## Idealbilder i museer
Museiideal delar upp sig i fyra kategorier baserat på målgrupp och kontakt med publiken: folkhögskola, teater, skattkammare och arkiv. Alla är inriktad in på två av fyra viktiga komponenter (lärdomskultur och upplevelsekultur) och orienteringar (publikorienterad, samlingsorienterad). Om museum är inriktad mot lärande och publikorienterad betyder det att museum är en folkhögskola.